# Tachimachi Point
Tachimachi Point (japanisch 立待岬 Tatimati-misaki, deutsch ‚Ansteigende Landspitze‘) ist eine Landspitze vor der Prinz-Harald-Küste des ostantarktischen Königin-Maud-Lands. Im nordöstlichen Teil der Lützow-Holm-Bucht markiert sie den nordöstlichen Ausläufer der Ost-Ongul-Insel.
Luftaufnahmen und Vermessungen einer von 1957 bis 1962 durchgeführten japanischen Antarktisexpedition dienten ihrer Kartierung. Das Advisory Committee on Antarctic Names übertrug 1975 die von japanischen Wissenschaftlern im Jahr 1972 vorgenommene Benennung in einer Teilübersetzung ins Englische.